# エリザベス・サーノフ
エリザベス・"リズ"・サーノフ（Elizabeth "Liz" Sarnoff）は、アメリカ合衆国の脚本家、プロデューサーである。
テレビシリーズ『NYPDブルー』、『女検死医ジョーダン』、『デッドウッド 〜銃とSEXとワイルドタウン』、『LOST』のエピソードを執筆した。フォックスのミステリ『ALCATRAZ/アルカトラズ』では企画を務めた。

## キャリア
2004年に『デッドウッド 〜銃とSEXとワイルドタウン』の第1シーズンにエグゼクティブストーリーエディター兼脚本家として加わる。サーノフは第4話「不意打ち」と第8話「処刑」の脚本を執筆した。2005年の第2シーズンにはプロデューサーに昇格した。同シーズンでは第3話「狙われた町」と第9話「併合か 独立か」の脚本を執筆した。また他の脚本家陣と共に全米脚本家組合賞にノミネートされた。
2005年秋、『LOST』の第2シーズンに脚本家兼プロデューサーとして加わった。サーノフと他の脚本家陣は2006年2月に全米脚本家組合賞ドラマシリーズ賞を受賞した。2006年の第3シーズンではスーパーバイジングプロデューサーに昇格した。サーノフはクリスティーナ・M・キムと共に同シーズン第20話「一丁の銃」を執筆し2007年の全米脚本家組合賞ドラマエピソード賞にノミネートされた。また他の脚本家らと共に同年のドラマシリーズ賞にもノミネートされた。2008年の第4シーズンでは再びスーパーバイジングプロデューサーを務め、またレギュラー脚本家となった。2009年に全米脚本家組合賞ドラマシリーズ賞にノミネートされた。2009年の第5シーズンからは共同エグゼクティブプロデューサーに昇格した2010年の全米脚本家組合賞では同シリーズで4度目となるドラマシリーズ賞ノミネートを果たした。2010年の最終第6シーズンにはエグゼクティブプロデューサーに昇格した。
2011年にはフォックスの『ALCATRAZ/アルカトラズ』で共同企画を務めた。2012年1月16日より放送が始まったが、第1シーズン限りで打ち切られた。

## 私生活
レズビアンであることをカミングアウトしている。

## 脚本作品
- デッドウッド 〜銃とSEXとワイルドタウン Deadwood (2004-2005)
  - 第1シーズン第4話「不意打ち」
  - 第1シーズン第8話「処刑」の脚本を執筆した
  - 第2シーズン第3話「狙われた町」
  - 第2シーズン第9話「併合か 独立か」
- LOST Lost (2005-2010)
  - 第2シーズン第6話「さまよう者（英語版）」
  - 第2シーズン第11話「境界線（英語版）」 クリスティーナ・M・キム（英語版）と共同
  - 第2シーズン第16話「秘密（英語版）」 クリスティーナ・M・キムと共同
  - 第2シーズン第20話「一丁の銃（英語版）」 クリスティーナ・M・キムと共同
  - 第3シーズン第3話「次なる導き（英語版）」 カールトン・キューズと共同
  - 第3シーズン第9話「裁きの時（英語版）」 クリスティーナ・M・キムと共同
  - 第3シーズン第15話「二人の女（英語版）」 デイモン・リンデロフと共同
  - 第3シーズン第20話「誕生（英語版）」 ドリュー・ゴダードと共同
  - 第4シーズン第4話「証言（英語版）」 グレゴリー・ネーションズと共同
  - 第4シーズン第8話「贖罪（英語版）」 ブライアン・K・ヴォーン（英語版）と共同
  - 第4シーズン第11話「奇跡の子（英語版）」 カイル・ペニントン（英語版）と共同
  - 第5シーズン第3話「ジャグヘッド（英語版）」 ポール・ズビゼウスキーと共同
  - 第5シーズン第8話「ラフルア（英語版）」 カイル・ペニントンと共同
  - 第5シーズン第12話「島の裁き（英語版）」 ブライアン・K・ヴォーンと共同
  - 第5シーズン第15話「リーダー（英語版）」 ポール・ズビゼウスキーと共同
  - 第6シーズン第4話「代理（英語版）」 メリンダ・スー・テイラーと共同
  - 第6シーズン第8話「偵察（英語版）」 ジム・ガラッソと共同
  - 第6シーズン第14話「候補者（英語版）」 ジム・ガラッソと共同
  - 第6シーズン第16話「すべてはこのために（英語版）」 アダム・ホロウィッツ及びエドワード・キッツィスと共同
- ALCATRAZ/アルカトラズ Alcatraz (2012)
  - 第1話「アルカトラズの闇」 スティーヴン・リリアン及びブライアン・ウィンブラントと共同
- バリー Barry (2018)
  - 第1シーズン第7話 「最後まで演じ続けろ」
  - 第2シーズン第7話 「オーディション」
  - 第4シーズン第7話